# Дзукийский национальный парк
Дзукийский национальный парк (лит. Dzūkijos nacionalinis parkas) — национальный парк в Дзукии, на юге Литвы, был основан в 1991 году для сохранения сосновых лесов, природного ландшафта и деревень региона. Территория национального парка занимает примерно 550 км² вдоль берегов Немана. Большая часть территории парка (около 95 %) находится в Варенском районе, кроме того, в Алитусском районе — около 4 %, в Лаздийском — около 1 %. Административный центр парка расположен в Марцинконисе, а другим важным городом на территории парка является Мяркине.
Дзукийский парк — крупнейшая охраняемая природная зона в Литве. Разнообразна речная система, от мелких рек до крупнейшей водной артерии Литвы — Немана. Другие заметные реки, протекающие через территорию парка — реки Ула и Мяркис. Климат в парке более континентальный, нежели в остальной части страны. Наиболее характерные примеры ландшафта — массивы дюн в Марцинконисе, Лыняжярисе, Грибаулии и Шунуписе.
В парке работает около 200 человек, территория парка разделена на 10 лесничеств.
Парк состоит в Ассоциации прибалтийских национальных парков и в Федерации европейских национальных парков.